# Furcula nivea
Furcula nivea är en fjärilsart som beskrevs av Berthold Neumoegen 1891. Furcula nivea ingår i släktet Furcula och familjen tandspinnare. Inga underarter finns listade i Catalogue of Life.